# 法里哈
法里哈（Fariha），是印度北方邦Firozabad县的一个城镇。总人口5809（2001年）。

## 人口
该地2001年总人口5809人，其中男性3122人，女性2687人；0—6岁人口1098人，其中男592人，女506人；识字率58.43%，其中男性为65.41%，女性为50.32%。